# Today's the Day
Today's the Day è un singolo dalla cantautrice statunitense Pink, pubblicato il 9 ottobre 2015 per la tredicesima stagione del programma The Ellen DeGeneres Show Il brano è stato co-scritto e prodotto da Greg Kurstin e pubblicato tramite la RCA Records e Warner Bros.

## Composizione
"Today's the Day" è una canzone pop rock  che tratta del tema di cogliere l'attimo e non lasciarlo finire.

## Classifiche
| Classifica (2015)                     | Peak posizione massima |
| ------------------------------------- | ---------------------- |
| Australia                             | 11                     |
| Austria                               | 53                     |
| Belgio (Flanders)                     | 7                      |
| Belgio (Wallonia)                     | 11                     |
| Canada                                | 21                     |
| Canada Hot AC (Billboard)             | 15                     |
| Francia                               | 69                     |
| Germania                              | 76                     |
| Ungheria                              | 4                      |
| Slovacchia                            | 8                      |
| Svizzera                              | 48                     |
| US Bubbling Under Hot 100 (Billboard) | 17                     |